# 中谷将大
中谷 将大（なかたに まさひろ、1993年1月5日 - ）は、福岡県小郡市出身の元プロ野球選手（外野手、内野手）・コーチ。右投右打。

## 経歴

### プロ入り前
小学校3年生より「みくに野ハニーズ」に所属し、捕手として野球を始める。三国中学校在学中は「二日市ライオンズ」に所属。全国大会にも出場した。
福岡工大城東高校への進学後は、1年生の秋から、外野手として打撃面でチームに貢献。2年生の秋から捕手に復帰したが、春夏を通じて阪神甲子園球場の全国大会とは無縁であった。ちなみに、福岡大学を経て2014年に捕手として阪神タイガースへ入団した梅野隆太郎は1年先輩で、中谷が2年生の時に主将を務めた。
2010年10月28日に行われたドラフト会議では、阪神タイガースから3位指名を受け、契約金5000万円、年俸600万円（金額は推定）という条件で、捕手として入団した。背番号は60。

### 阪神時代
2011年、ウエスタン・リーグ公式戦23試合に出場。打率.261（46打数12安打）、打点4という内容で、高卒の新人野手としては上々の成績を残した。守備面では、捕手としての出場機会がなく、13試合で外野の守備に就いた。このため、シーズン終了後には、捕手登録のまま外野手へ本格的に転向した。
2012年、入団後初めて、春季キャンプのスタートを一軍で迎えた。その後二軍へ合流したが、7月18日のフレッシュオールスターゲーム（HARD OFF ECOスタジアム新潟）には、ウエスタン・リーグ選抜の指名打者として出場。イースタン・リーグ選抜の田原誠次から適時打、十亀剣から2点適時三塁打を打つなど、2安打3打点の活躍でMVPに選ばれた。8月23日にプロ入り後初の出場選手登録を果たすと、同日の対中日ドラゴンズ戦（倉敷マスカットスタジアム）に7番・右翼手としてスタメンで一軍デビュー。一軍公式戦では、この試合を含めて6試合に出場したものの、無安打に終わった。なお、ウエスタン・リーグ公式戦には90試合に出場。打率.225、3本塁打、27打点という成績を残した。
2013年、このシーズンから正式に外野手として登録。ウエスタン・リーグ公式戦では、100試合の出場で、打率.201、2本塁打、31打点を記録した。しかし一軍公式戦への出場機会はなかった。
2014年、前年に続いて一軍昇格を果たせなかったが、ウエスタン・リーグ公式戦では、93試合の出場で7本塁打を記録。その一方で、打率は.190で、2年続けて最終規定打席到達者の最下位にとどまった。
2015年、開幕を二軍で迎えたものの、ウエスタン・リーグ公式戦では開幕から高い打率を維持していた。5月上旬の時点で首位打者に立っていたことを受けて、5月8日に自身3年ぶりの出場選手登録。同日の対広島東洋カープ戦（阪神甲子園球場）に7番・中堅手としてスタメンで、3年ぶりの一軍公式戦出場を果たした。5月9日の同カード9回裏に代打で一軍初安打を打ったが、チーム事情で5月17日に登録を抹消。しかし、ウエスタン・リーグ1位タイの月間9打点を挙げた7月には、ファーム月間MVPに選ばれた。なお、シーズン終盤には、2度にわたって一軍へ昇格。同リーグの公式戦では、規定打席に満たなかったものの、94試合の出場で打率.290、9本塁打、40打点という好成績を残した。このため、シーズン終了後にはファーム優秀選手賞を受賞している。
2016年、一軍の春季キャンプに参加しながら、打撃不振でオープン戦の序盤から二軍へ合流。さらに、二軍監督・掛布雅之の方針で春先に打撃フォームを改造したことから、一軍への復帰は6月14日にまで持ち越されたが、6月15日の対オリックス・バファローズ戦からスタメンに起用されると、6月19日の対福岡ソフトバンクホークス戦（いずれも甲子園）では武田翔太からの適時二塁打で一軍でのプロ初打点、6月25日の対広島戦（MAZDA Zoom-Zoom スタジアム広島）では岡田明丈から一軍でのプロ初本塁打を記録。一軍でシーズン2度目の中堅守備に就いた6月26日の同カードでは、2度にわたるダイビングキャッチでチームのピンチを救った。しかし、同点の9回裏二死満塁から代打・松山竜平が左中間へ打った飛球を捕った瞬間に、左翼手の俊介と交錯。その衝撃で落球したことから、チームはサヨナラ負けを喫した（記録上は中谷の失策）。その一方で、8月3日の対横浜DeNAベイスターズ戦（横浜スタジアム）7回表には、一軍公式戦で初めての代打本塁打を記録。一軍公式戦全体では、64試合の出場で、4本塁打、14打点、打率.266という成績を残した。
2017年、公式戦の開幕を初めて一軍で迎えると、髙山俊や原口文仁などと併用されながら、一塁手や外野手として4月中旬からスタメンに定着。5月には、2試合連続本塁打やシーズン5号本塁打を打つなど打撃が好調で、5月28日の対DeNA戦（甲子園）では4番打者に起用された（いずれも一軍公式戦では自身初）。7月23日の対東京ヤクルトスワローズ戦（明治神宮野球場）では、7回表に代打へ起用されると、左投手・中澤雅人からのソロ本塁打によってチームトップの10号本塁打を記録。阪神生え抜きの右打者が、チームの中で一軍公式戦2桁本塁打のシーズン一番乗りを果たした事例は、2006年の濱中治以来11年ぶりであった。8月22日からの同カード3連戦（神宮）で3試合とも本塁打を打つと、9月18日の対広島戦（甲子園）で、一軍公式戦でのシーズン本塁打数が20号に到達。阪神生え抜きの右打者としては、前述した濱中以来の記録であった（阪神全体でも、生え抜き選手による20本塁打達成者は2009年の鳥谷敬以来8年ぶり）。さらに、9月30日の対読売ジャイアンツ（以下：巨人）戦（東京ドーム）に代打で出場したことによって、セントラル・リーグの最終規定打席に初めて到達した。結局、シーズンを通して一軍に帯同すると、レギュラーシーズンで自己最多の133試合に出場。打率.241、20本塁打、61打点、99安打、OPS.751という成績で、チームの2位浮上に貢献した。しかし、レギュラーシーズンの最終盤から打撃不振に見舞われた影響で、チームのレギュラーシーズン2位で臨んだDeNAとのクライマックスシリーズ（CS）ファーストステージ（甲子園）ではスタメン出場の機会がなかった。1勝1敗で迎えた第3戦（10月17日）で、5点ビハインドの9回裏二死から代打に起用されたものの、山﨑康晃からの空振り三振によってチームはファイナルステージへの進出を逃した。シリーズ終了後の11月29日付で、阪神選手会の副会長に就任。12月5日には、推定年俸3800万円（前年から2600万円増）という条件で契約を更改した。
2018年、春季一軍キャンプでは金本知憲監督から「第1クールのMVP」へ選ばれるほど好調だったが、オープン戦では13試合の出場で打率.143（本塁打なし）と振るわず、公式戦の開幕を二軍で迎えた。ウエスタン・リーグの公式戦でも39試合の出場で打率.197、3本塁打と低調だったが、一軍の貧打や長打力不足を背景に、5月22日の対ヤクルト戦（倉敷）から一軍に復帰。「6番・中堅手」としてスタメンに起用された5月26日の対巨人戦（甲子園）では、同点の9回裏二死一・二塁で迎えた第5打席で、一軍公式戦では初めてのサヨナラ安打を打った。しかし、後に打率が下降すると、スタメンを外れる試合が続出。後半戦でのスタメン起用は、正左翼手・福留孝介の休養日に事実上限られた。結局、一軍公式戦では通算77試合の出場で、打率.230、5本塁打と前年を下回った。
2019年、レギュラーシーズンの開幕から一軍に入ったものの、新人外野手の近本光司が開幕戦から中堅手としてスタメンに抜擢されるなど好調で、自身の出番は主力野手が欠場した試合でのスタメン、代打、外野や一塁の守備固めにほぼ限られた。4月5日の対広島戦（マツダ）では、1点差の7回表二死一塁で先発投手のランディ・メッセンジャーに代わって打席に立つと、勝ち越しの1号2点本塁打を打ってメッセンジャーのNPB/MLB公式戦通算100勝の達成に貢献した。福留にとってシーズン初の休養日であった同月18日の対ヤクルト戦（神宮）では、「6番・左翼手」としてスタメンに入ると、一軍公式戦としては自身初の2打席連続本塁打を打つなど3安打5打点と活躍。正一塁手ジェフリー・マルテの左ふくらはぎ痛に伴ってスタメンで一塁手に起用された5月19日の対広島戦（甲子園）では、9回裏二死二塁で迎えた打席で適時二塁打を打ったことによって、17日の同カード7回裏から続いていたチームの無得点イニングを20で止めた。しかし、同月下旬から極度の打撃不振に陥ったため、6月上旬からは2か月半にわたって二軍での再調整を余儀なくされた。8月下旬から一軍へ復帰すると、31日の対巨人戦（甲子園）では、同点で迎えた7回裏二死からの代打起用で決勝本塁打を記録。レギュラーシーズンの最終盤には、スタメンでの活躍によって、チームの2年ぶりCS進出を後押しした。一軍公式戦への出場は62試合どまりで、本塁打数（6）こそ前年を上回ったものの、打率は.181、打点は19と低迷。CSでは、DeNAとのファーストステージ（横浜）で3試合中2試合に「8番・右翼手」としてスタメンで起用されながら、通算4打数無安打3三振という成績でシーズンを終えた。12月4日に臨んだ契約交渉では、球団から2年連続の減俸を提示された末に、推定年俸3000万円（前年から500万円減）という条件で契約を更改。
2020年は、江越大賀、島田海吏と開幕一軍を争ったが、開幕を二軍で迎え、一軍昇格は7月17日となった。8月12日のDeNA戦ではプロ初めて2番で起用され、濵口遥大から逆転3点本塁打を放った。しかしシーズン通算では打率.215、2本塁打、16打点という成績に留まり、500万円減の推定年俸2500万円で契約を更改した。オフには一般女性との結婚を発表した。
2021年は、佐藤輝明の台頭もあり、開幕から一軍での出場はなかった。

### ソフトバンク時代
2021年7月2日、福岡ソフトバンクホークスの二保旭との交換トレードが発表された。背番号は13。東京オリンピック中のエキシビションマッチでアピールこそするものの、シーズン通しての一軍出場は無く、12月7日に500万円減の推定年俸2000万円で契約を更改した。
2022年は開幕を二軍で迎え、4月19日に一軍に昇格する。翌4月20日の対オリックス・バファローズ5回戦（京セラドーム）で移籍後初先発出場を果たし、翌21日の6回戦では、オリックス先発の田嶋大樹から移籍後初安打を含む2安打を放つ。その後は代打出場が主だったが、5月6日の対千葉ロッテマリーンズ6回戦（ZOZOマリンスタジアム）では1-3で迎えた9回表1死1塁の場面で甲斐拓也の代打として起用され、ロッテの抑え投手益田直也の8球目シンカーを捉えレフトスタンドへ移籍後初となる同点2点本塁打を放ち、チームは延長戦の末逆転勝利した。しかし、最終的に16試合の出場で打率.214、1本塁打、4打点に終わり、シーズンオフの10月17日に球団から戦力外通告を受けた。その後、11月8日に楽天生命パーク宮城で行われた12球団合同トライアウトに参加。3打席に立ち、1安打1四球とアピールしたが、社会人野球からのオファーはあったものの、NPB球団からのオファーはなく、2023年1月20日に現役を引退を表明した。

### 現役引退後
現役引退と同時に、ソフトバンクの野球振興部スタッフに就任することが発表された。この年は、ホークスジュニアアカデミーのコーチなどを務めた。
2024年からソフトバンクのリハビリ担当コーチ（野手）に就任し、現場に復帰。

## 選手としての特徴
遠投120メートルの強肩が持ち味。高校通算で20本塁打を記録した長打力を生かすために、阪神入団後に捕手から外野手へ転向した。入団時から阪神のオーナーを務める坂井信也は、中谷の高校生時代から打力を高く評価していた。入団後の外野手転向を前提に、中谷の獲得を球団の編成部へ提案したことがきっかけで、2010年ドラフト会議での指名に至ったという。
外野手への転向後はチーム事情などから公式戦に一塁手として出場することも多い。また、秋季キャンプでは、2015年から2年連続で三塁の守備練習にも取り組んでいる。2016年までは、ウエスタン・リーグ公式戦で三塁手として守備に就いた経験があったものの、一軍の公式戦では経験したことがない。
掛布雅之からは、「手足が長く実際にスローイングが正確なことから新庄剛志のような素質を感じる」との理由で、「小新庄（こしんじょう）」と呼ばれている。2014年の秋季キャンプでは、当時の一軍監督・和田豊が外野守備でのスローイングを高く評価。キャンプの「守備MVP」に選ばれた。

## 人物
愛称は「マー」、「チェン」。
退寮した先輩選手の新居に真っ先に出向き寛ぐ、当時チーム内で流行った海外ドラマ『プリズン・ブレイク』のDVDを何日も借りるなど、若手選手の中でも弟分的な存在である。

## 詳細情報

### 年度別打撃成績
| 年 度     | 球 団        | 試 合 | 打 席 | 打 数 | 得 点 | 安 打 | 二 塁 打 | 三 塁 打 | 本 塁 打 | 塁 打 | 打 点 | 盗 塁 | 盗 塁 死 | 犠 打 | 犠 飛 | 四 球 | 敬 遠 | 死 球 | 三 振 | 併 殺 打 | 打 率 | 出 塁 率 | 長 打 率 | O P S |
| --------- | ------------ | ----- | ----- | ----- | ----- | ----- | -------- | -------- | -------- | ----- | ----- | ----- | -------- | ----- | ----- | ----- | ----- | ----- | ----- | -------- | ----- | -------- | -------- | ----- |
| 2012      | 阪神         | 6     | 10    | 10    | 0     | 0     | 0        | 0        | 0        | 0     | 0     | 0     | 0        | 0     | 0     | 0     | 0     | 0     | 4     | 0        | .000  | .000     | .000     | .000  |
| 2015      | 阪神         | 11    | 11    | 11    | 1     | 2     | 0        | 0        | 0        | 2     | 0     | 0     | 0        | 0     | 0     | 0     | 0     | 0     | 3     | 0        | .182  | .182     | .182     | .364  |
| 2016      | 阪神         | 64    | 163   | 154   | 18    | 41    | 7        | 0        | 4        | 60    | 14    | 1     | 1        | 0     | 0     | 8     | 0     | 1     | 49    | 2        | .266  | .307     | .390     | .696  |
| 2017      | 阪神         | 133   | 455   | 411   | 64    | 99    | 21       | 1        | 20       | 182   | 61    | 2     | 1        | 0     | 3     | 36    | 2     | 5     | 96    | 5        | .241  | .308     | .443     | .751  |
| 2018      | 阪神         | 77    | 246   | 222   | 24    | 51    | 6        | 2        | 5        | 76    | 26    | 0     | 1        | 1     | 3     | 17    | 2     | 2     | 65    | 5        | .230  | .287     | .342     | .629  |
| 2019      | 阪神         | 62    | 131   | 116   | 14    | 21    | 5        | 0        | 6        | 44    | 19    | 0     | 0        | 2     | 0     | 12    | 0     | 1     | 37    | 0        | .181  | .264     | .379     | .643  |
| 2020      | 阪神         | 70    | 87    | 79    | 10    | 17    | 1        | 0        | 2        | 24    | 16    | 1     | 0        | 1     | 1     | 5     | 0     | 1     | 27    | 0        | .215  | .267     | .304     | .571  |
| 2022      | ソフトバンク | 16    | 30    | 28    | 3     | 6     | 2        | 0        | 1        | 11    | 4     | 2     | 0        | 0     | 1     | 0     | 0     | 1     | 11    | 1        | .214  | .233     | .393     | .626  |
| 通算：8年 | 通算：8年    | 439   | 1133  | 1031  | 134   | 237   | 42       | 3        | 38       | 399   | 140   | 6     | 3        | 4     | 8     | 78    | 4     | 11    | 292   | 13       | .230  | .289     | .387     | .676  |

### 年度別守備成績
| 年 度 | 球 団        | 外野  | 外野  | 外野  | 外野  | 外野  | 外野     | 一塁  | 一塁  | 一塁  | 一塁  | 一塁  | 一塁     |
| 年 度 | 球 団        | 試 合 | 刺 殺 | 補 殺 | 失 策 | 併 殺 | 守 備 率 | 試 合 | 刺 殺 | 補 殺 | 失 策 | 併 殺 | 守 備 率 |
| ----- | ------------ | ----- | ----- | ----- | ----- | ----- | -------- | ----- | ----- | ----- | ----- | ----- | -------- |
| 2012  | 阪神         | 4     | 4     | 0     | 0     | 0     | 1.000    | -     | -     | -     | -     | -     | -        |
| 2015  | 阪神         | 4     | 3     | 0     | 0     | 0     | 1.000    | -     | -     | -     | -     | -     | -        |
| 2016  | 阪神         | 52    | 64    | 0     | 3     | 0     | .955     | 5     | 18    | 0     | 0     | 1     | 1.000    |
| 2017  | 阪神         | 103   | 148   | 4     | 1     | 0     | .993     | 32    | 186   | 12    | 1     | 12    | .995     |
| 2018  | 阪神         | 69    | 97    | 2     | 1     | 1     | .990     | 7     | 35    | 5     | 0     | 14    | 1.000    |
| 2019  | 阪神         | 44    | 52    | 0     | 1     | 0     | .981     | 16    | 74    | 7     | 2     | 9     | .976     |
| 2020  | 阪神         | 49    | 28    | 1     | 1     | 0     | .967     | 2     | 2     | 0     | 0     | 0     | 1.000    |
| 2022  | ソフトバンク | 10    | 10    | 0     | 0     | 0     | 1.000    | 3     | 5     | 0     | 0     | 0     | 1.000    |
| 通算  | 通算         | 335   | 406   | 7     | 7     | 1     | .983     | 65    | 320   | 24    | 3     | 26    | .991     |

### 表彰
- フレッシュオールスターゲームMVP：1回（2012年）

### 記録
初記録
- 初出場・初先発出場：2012年8月23日、対中日ドラゴンズ17回戦（倉敷マスカットスタジアム）、7番・右翼手で先発出場
- 初打席：同上、3回裏に大野雄大から二飛
- 初安打：2015年5月9日、対広島東洋カープ3回戦（阪神甲子園球場）、9回裏に今村猛から安打
- 初打点：2016年6月19日、対福岡ソフトバンクホークス3回戦（阪神甲子園球場）、7回裏に武田翔太から左中適時二塁打
- 初本塁打：2016年6月25日、対広島東洋カープ11回戦（MAZDA Zoom-Zoom スタジアム広島）、7回表に岡田明丈から2ラン
- 初盗塁：2016年8月13日、対中日ドラゴンズ20回戦（京セラドーム大阪）、6回裏に二盗（投手：大野雄大、捕手：杉山翔大）

### 背番号
- 60（2011年 - 2021年7月4日）
- 13（2021年7月5日 - 2022年）
- 018（2024年 - ）

### 登場曲
- 「親友よ」湘南乃風（2011年）
- 「THE RED MAGIC」AK-69（2012年 - 2015年）
- 「Bad feat. Vassy（英語版）」David Guetta & Showtek（英語版）（2016年）
- 「SOBER」BIGBANG（2017年）
- 「Trust」Bigfumi（2018年 - 2019年）
- 「ツレの唄 feat. Vega-T」HYENA（2020年 - 2022年）